# Auge-Saint-Médard
Pour les articles homonymes, voir Auge et Saint-Médard.
Auge-Saint-Médard est une ancienne commune du Sud-Ouest de la France, située dans le département de la Charente, en région Nouvelle-Aquitaine. Depuis le 1er janvier 2019, elle est une commune déléguée de Val-d'Auge.
Ses habitants sont appelés les Médardais et Médardaises.

## Géographie

### Localisation et accès
Auge-Saint-Médard est une commune du nord-ouest de la Charente, limitrophe de la Charente-Maritime.
Elle est à 8 km au nord de Rouillac, chef-lieu de son canton, à 9 km au sud-ouest d'Aigre, et à 29 km au nord-ouest d'Angoulême.
Auge-Saint-Médard est aussi à 6 km de Gourville, 7 km de Marcillac-Lanville, 18 km de Matha (Charente-Maritime), 25 km de Cognac.
La commune est à l'écart des grands axes routiers. La D.75, de direction nord-sud, passe à Auge à l'ouest, reliant Sonneville à Verdille. Les D.90 et D.188 passent à Saint-Médard. Les D.118 et D.66 traversent le nord-est de la commune, et la D.356 limite la commune juste à côté d'Anville.
Les gares les plus proches sont celles de Cognac (TER Saintes et Royan) et d'Angoulême (TER et TGV Paris, Bordeaux, Poitiers, Limoges).

### Hameaux et lieux-dits
Les villages d'Auge et de Saint-Médard sont situés à 0,4 km l'un de l'autre, au centre de la commune. Au sud d'Auge, on trouve la Bréchoire et au nord, les Doussains; à l'est de Saint-Médard, il y a Fraîchefond et au nord-est, d'autres hameaux comme Crotet, le Petit Beauvais, chez Durand, les Éliots. Au sud, on trouve de nombreuses fermes, comme les Masquets, la Poissonnerie, les Charriers, etc.

### Communes limitrophes
|                             | Verdille             | Mons                    |
| Bresdon (Charente-Maritime) | Auge-Saint-Médard    | Bonneville (Val-d'Auge) |
|                             | Anville (Val-d'Auge) | Montigné (Val-d'Auge)   |

### Géologie et relief
Le sol de la commune appartient au calcaire du Jurassique du Bassin aquitain, comme toute la moitié nord du département de la Charente. Auge-Saint-Médard occupe un plateau datant du Jurassique supérieur, plus précisément du Kimméridgien, avec une frange de Portlandien au sud-ouest. Une zone importante de grèzes datant du Quaternaire couvre ce plateau à l'ouest du bourg d'Auge, et des alluvions récentes (limons et argiles) couvrent les vallées au sud et à l'est,,.
Le relief de la commune est celui de bas plateau ondulés, d'une altitude moyenne de 100 m. Le point culminant de la commune est à une altitude de 130 m, situé au réservoir communal en limite nord, mais une autre colline atteint 126 m au sud (borne IGN, entre Auge et Anville). Le point le plus bas est à 69 m, situé le long du Sauvage sur la limite orientale près de Patreville. Les bourgs d'Auge et Saint-Médard sont à 95 m d'altitude.

### Hydrographie
Auge-Saint-Médard possède trois petits ruisseaux. Le Sauvage qui est long de 14,8 km et ses deux affluents, le Crachon long 4 km et le ruisseau des Martinières long de 1,9 km.
Le Crachon naît entre les bourgs d'Auge et de Saint-Médard.
Le Sauvage arrose le sud de la commune et devient, en aval du confluent avec le Crachon, l' Auge qui se jette dans la Charente sur sa rive droite à Marcillac-Lanville,.

### Climat
Comme dans les trois quarts sud et ouest du département, le climat est océanique aquitain.

## Toponymie
Les formes anciennes sont Alga en 1118 (avec l'adjectif algense), Augia en 1293, ainsi que Sanctus Medardus au XIIIe siècle, et Bavesio au XIVe siècle (francisé en le Petit Beauvais). Le ruisseau l'Auge était écrit Algie aqua.
Le nom du village Auge tirerait son nom de celui du ruisseau qui y prend sa source,.

## Histoire

### Auge
Au Moyen Âge, les dîmes ecclésiastiques d'Auge avaient été inféodées. Fief fictif, elles ont été perçues après de nombreux échanges jusqu'au XVIIIe siècle par Pierre de Massougnes, écuyer qui de ce chef se disait seigneur d'Auge, alors que la seigneurie à cette époque était à la famille de Beaumont, puis Babinet de Ranville, et enfin à MM. de Rancogne qui l'ont vendue en détail de 1820 à 1840.

### Saint-Médard
La paroisse de Saint-Médard-d'Auge formait une seigneurie qui appartenait au chapitre cathédral d'Angoulême depuis le début du XIIe siècle. Elle avait été donnée à ce chapitre par Pierre de Confolens, évêque de Saintes et ancien chantre de la cathédrale Saint-Pierre d'Angoulême.
En 1994, les communes d'Auge et de Saint-Médard-d'Auge ont fusionné pour ne faire qu'une.
Le 1er janvier 2019, la commune fusionne avec Anville, Bonneville et Montigné pour former la commune nouvelle de Val-d'Auge dont la création est actée par un arrêté préfectoral du 29 novembre 2018.

## Politique et administration

### Administration municipale
| Période      | Période  | Identité      | Étiquette | Qualité |
| ------------ | -------- | ------------- | --------- | ------- |
| janvier 2019 | En cours | Robert Lesage | PS        |         |

| Période                                  | Période | Identité          | Étiquette | Qualité |
| ---------------------------------------- | ------- | ----------------- | --------- | ------- |
| Les données manquantes sont à compléter. |         |                   |           |         |
| 2001                                     | 2008    | Christian Légeron | PS        |         |
| 2008                                     | 2018    | Robert Lesage     | PS        |         |

### Fiscalité
La fiscalité est d'un taux de 17,19 % sur le bâti, 48,40 % sur le non bâti, et 8,76 % pour la taxe d'habitation (chiffres 2007).
La communauté de communes de Rouillac prélève 10,80 % de taxe professionnelle.

## Population et société

### Démographie
L'évolution du nombre d'habitants est connue à travers les recensements de la population effectués dans la commune depuis 1793. Pour les communes de moins de 10 000 habitants, une enquête de recensement portant sur toute la population est réalisée tous les cinq ans, les populations de référence des années intermédiaires étant quant à elles estimées par interpolation ou extrapolation. Pour la commune, le premier recensement exhaustif entrant dans le cadre du nouveau dispositif a été réalisé en 2004.

En 2016, la commune comptait 298 habitants, en évolution de −0,33 % par rapport à 2010 (Charente : −0,48 %, France hors Mayotte : +2,11 %).
| 1793 | 1800 | 1806 | 1821 | 1831 | 1841 | 1846 | 1851 | 1856 |
| ---- | ---- | ---- | ---- | ---- | ---- | ---- | ---- | ---- |
| 441  | 438  | 432  | 527  | 505  | 533  | 540  | 505  | 490  |

| 1861 | 1866 | 1872 | 1876 | 1881 | 1886 | 1891 | 1896 | 1901 |
| ---- | ---- | ---- | ---- | ---- | ---- | ---- | ---- | ---- |
| 514  | 450  | 440  | 445  | 425  | 378  | 370  | 343  | 314  |

| 1906 | 1911 | 1921 | 1926 | 1931 | 1936 | 1946 | 1954 | 1962 |
| ---- | ---- | ---- | ---- | ---- | ---- | ---- | ---- | ---- |
| 324  | 321  | 291  | 242  | 246  | 233  | 232  | 188  | 178  |

| 1968 | 1975 | 1982 | 1990 | 1999 | 2004 | 2006 | 2009 | 2014 |
| ---- | ---- | ---- | ---- | ---- | ---- | ---- | ---- | ---- |
| 156  | 156  | 157  | 147  | 310  | 323  | 337  | 299  | 303  |

| 2016 | - | - | - | - | - | - | - | - |
| ---- | - | - | - | - | - | - | - | - |
| 298  | - | - | - | - | - | - | - | - |

### Pyramide des âges
| Hommes | Classe d’âge | Femmes |
| ------ | ------------ | ------ |
| 0,0    | 90 ans ou +  | 1,3    |
| 14,1   | 75 à 89 ans  | 17,8   |
| 27,5   | 60 à 74 ans  | 21,7   |
| 20,4   | 45 à 59 ans  | 22,9   |
| 15,5   | 30 à 44 ans  | 12,1   |
| 6,3    | 15 à 29 ans  | 8,9    |
| 16,2   | 0 à 14 ans   | 15,3   |

| Hommes | Classe d’âge | Femmes |
| ------ | ------------ | ------ |
| 0,5    | 90 ans ou +  | 1,6    |
| 8,2    | 75 à 89 ans  | 11,8   |
| 15,2   | 60 à 74 ans  | 15,8   |
| 22,3   | 45 à 59 ans  | 21,5   |
| 20,0   | 30 à 44 ans  | 19,2   |
| 16,7   | 15 à 29 ans  | 14,7   |
| 17,1   | 0 à 14 ans   | 15,4   |

## Économie

### Agriculture
L'agriculture est principalement céréalière. La viticulture occupe une partie de l'activité agricole. La commune est classée dans les Fins Bois, dans la zone d'appellation d'origine contrôlée du cognac.

### Industrie
La commune possède un acteur important dans le monde du contreplaqué, le Groupe Joubert dont l'usine historique se trouve aux Éliots, à mi-chemin entre Auge et Saint-Médard, et qui était une scierie fondée en 1930 par André Joubert. En 2014, 150 salariés sont employés sur le site historique, sur les 400 que compte le groupe.

### Énergie solaire
La commune accueille la centrale photovoltaïque de l'EARL (inaugurée le 23 octobre 2009), réalisée à la demande d'un exploitant agricole par la société SunCo GC. (312 modules photovoltaïques de silicium monocristallin couvrent 456 m2 de toits agricoles). Ils fournissent 54 600 Wc, soit une production annuelle de 61 MWh ; de quoi alimenter environ 30 foyers en électricité.

## Culture locale et patrimoine

### Lieux et monuments

#### Église Notre-Dame d'Auge
L'église paroissiale Notre-Dame d'Auge dépendait de l'abbaye de Charroux qui y avait créé un prieuré. Elle est construite sur une salle en forme de crypte avec un boyau menant à un puits. L'ensemble était appelé « Creux de Sainte-Radegonde ». L'église date initialement du XIe siècle mais a été presque entièrement rebâtie au XIIe siècle. La voûte effondrée a été remplacée vers 1900 par une voûte en brique, qui fut enlevée dans les années 2000 pour laisser apparaître la charpente. La façade est surmontée d'un clocher-mur triangulaire à trois ouvertures mais qui n'a plus qu'une cloche. La dernière restauration de l'église a été bénie en 2007 par Mgr Dagens, évêque d'Angoulême, accompagné par M. Boutant, président du conseil général.

#### Église Saint-Médard
Située à Saint-Médard, l'église Saint-Médard remonte aussi au XIe siècle. Elle était le siège d'une vicaire perpétuelle offerte au chapitre cathédral d'Angoulême par l'évêque de Saintes. Elle fut partiellement détruite pendant les guerres de religion et ne fut restaurée qu'en 1672. Comme l'église d'Auge, la voûte fut remplacée en 1874 par une voûte en briques après son effondrement, puis les charpentes laissées apparentes au XXe siècle. Une tribune a été ajoutée à la fin du XIXe siècle. La façade de l'édifice est surmontée d'un clocher-mur à deux ouvertures, avec une seule cloche.

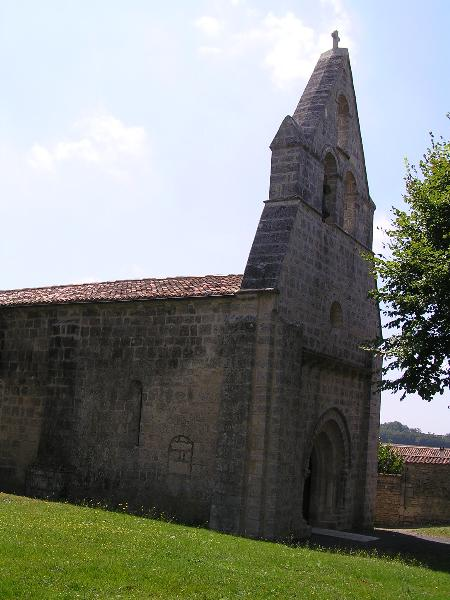
L'église Notre-Dame
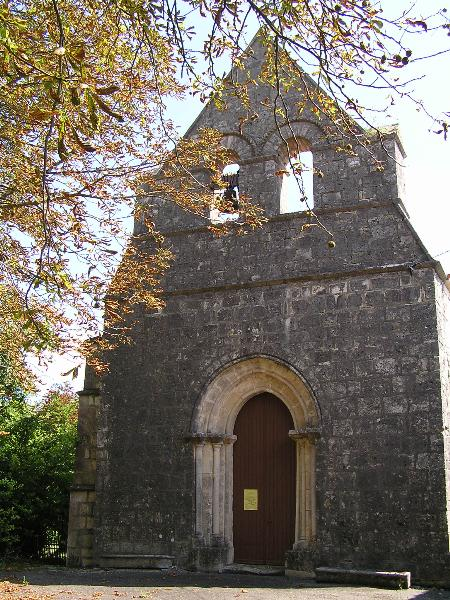
L'église Saint-Médard